# Сергеевка (Пензенская область)
Сергеевка — деревня в Бессоновском районе Пензенской области России. Входит в состав Александровского сельсовета.

## География
Деревня находится в центральной части Пензенской области, в пределах западных склонов Приволжской возвышенности, в лесостепной зоне, преимущественно на левом берегу реки Керенды, на расстоянии примерно 15 километров (по прямой) к северо-северо-западу (NNW) от села Бессоновки, административного центра района. Абсолютная высота — 179 метров над уровнем моря.
Климат
Климат характеризуется как умеренно континентальный, с жарким летом и холодной продолжительной зимой. Средняя температура воздуха самого холодного месяца (января) составляет −12 °C; самого тёплого месяца (июля) — 20 °C. Годовое количество атмосферных осадков составляет около 500 мм. Снежный покров держится в среднем в течение 148 дней в году.

## История
Основана в первой половине XIX века. По состоянию на 1910 год Сергеевка входила в состав Вазерской волости Мокшанского уезда. Имелись крестьянская община, 123 двора, две ветряные мельницы и две лавки.
В 1938 году был образован колхоз «13 лет РККА». По данным на 1955 год, Сергеевка входила в состав Александровского сельсовета.

## Население
| 2010 |
| ---- |
| 126  |

Половой состав
По данным Всероссийской переписи населения 2010 года в гендерной структуре населения мужчины составляли 48,4 %, женщины — соответственно 51,6 %.
Национальный состав
Согласно результатам переписи 2002 года, в национальной структуре населения русские составляли 96 % из 160 чел.

## Инфраструктура
Действуют средняя школа, фельдшерско-акушерский пункт, дом культуры, библиотека, отделение Сбербанка, АТС и отделение связи.

## Улицы
Уличная сеть деревни состоит из трёх улиц: Ветеранов, Молодежной и Маевки.